# Eudora (Schiff)
Die Eudora war eine deutsche Bark, die 1874 auf ihrer Jungfernreise verschollen ist.
Das Schiff wurde im Mai 1874 durch die Bauwerft Johann Ahlers in Elsfleth an die Partenreederei Elsfleth, hier dem Miteigner und Korrespondenzreeder J. H. Becker ausgeliefert. Bei einer Länge von 40,1 m, Breite von 8,1 m und einem Tiefgang von 4,9 m war das Schiff auf 495 Registertonnen vermessen.
Am 11. Mai 1874 lief die Eudora unter Kapitän Emil Christian Leopold Martin Oeltermann von der Weser nach Cardiff aus, um dort Kohlen zu laden. Die Reise führte weiter bis Bangkok, seit dem Auslaufen von dort mit Ziel Hongkong am 11. Dezember fehlt jede weitere Nachricht von dem Frachter.

## Weiteres Schiff mit dem NamenEudora
Die britische Viermastbark Eudora machte 1903/04 eine Fahrt vom Ärmelkanal zur Westküste Südamerikas in 57,5 Tagen, eine Zeit, die nur vom Fünfmastvollschiff Preußen im Jahr 1903 unterboten wurde.